# Нгуен, Ван Тот Пётр
Пётр Нгуен Ван Тот (вьет. Pierre Nguyên Van Tot; род. 15 апреля 1949, Тхузаумот, Временное центральное правительство Вьетнама) — вьетнамский прелат и ватиканский дипломат. Титулярный архиепископ Рустицианы с 25 ноября 2002. Апостольский нунций в Бенине и Того с 25 ноября 2002 по 24 августа 2005. Апостольский нунций в Чаде и ЦАР с 24 августа 2005 по 13 мая 2008. Апостольский нунций в Коста-Рике с 13 мая 2008 по 22 марта 2014. Апостольский нунций в Шри-Ланке с 22 марта 2014 по 2 января 2020.